# العبودية لدى الإغريق

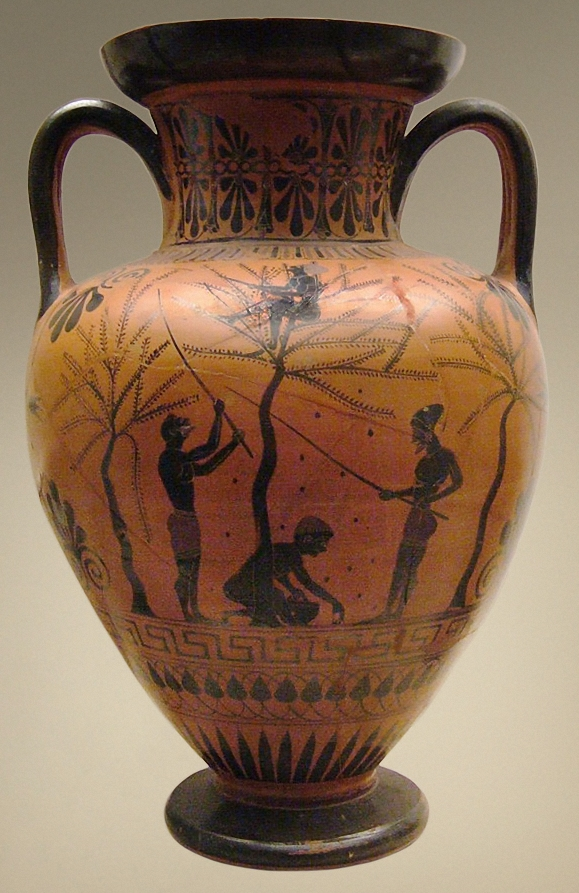
استخدم الرقيق كثيرا في الزراعة

الرق أو «العبودية» هو ذلك التقليد الذي كان شائعاً وجزءاً لايتجزأ من بلاد الإغريق«اليونان القديمة» وذلك على مر تاريخها الثري بالأحداث. وهذا كان حال بعض المجتمعات الأخرى في ذلك الوقت مثل فلسطين القديمة والمجتمعات المسيحية المبكرة  وتشير التقديرات إلى أن كل مواطن في أثينا كان يمتلك على الأقل عبداً واحداً.
كان الرق عنصرا أساسيا في تنمية بلاد الإغريق القديمة طوال تاريخها. لم يعتبر أغلب الكتاب القدماء الرق ليس ضروريا فحسب بل طبيعيا؛ ولم يشكك الرواقيون ولا المسيحيون الاوائل بالعبودية. لكن بدأت بعض النقاشات المتفرقة تظهر ولا سيما في حوارات سقراط منذ القرن الرابع قبل الميلاد.
تطرح دراسة الرق في اليونان القديمة عددا من المشاكل البحثية. فما دون عنها مفكك وجزئي، مع التركيز على مدينة أثينا. وكانت المرافعات القضائية للقرن الرابع قبل الميلاد مهتمة فقط بالرق كمصدر للدخل. ولم تفرق التماثيل كثيرا بين المستعبد والحرفي، بل المصطلحات غامضة في كثير من الأحيان.

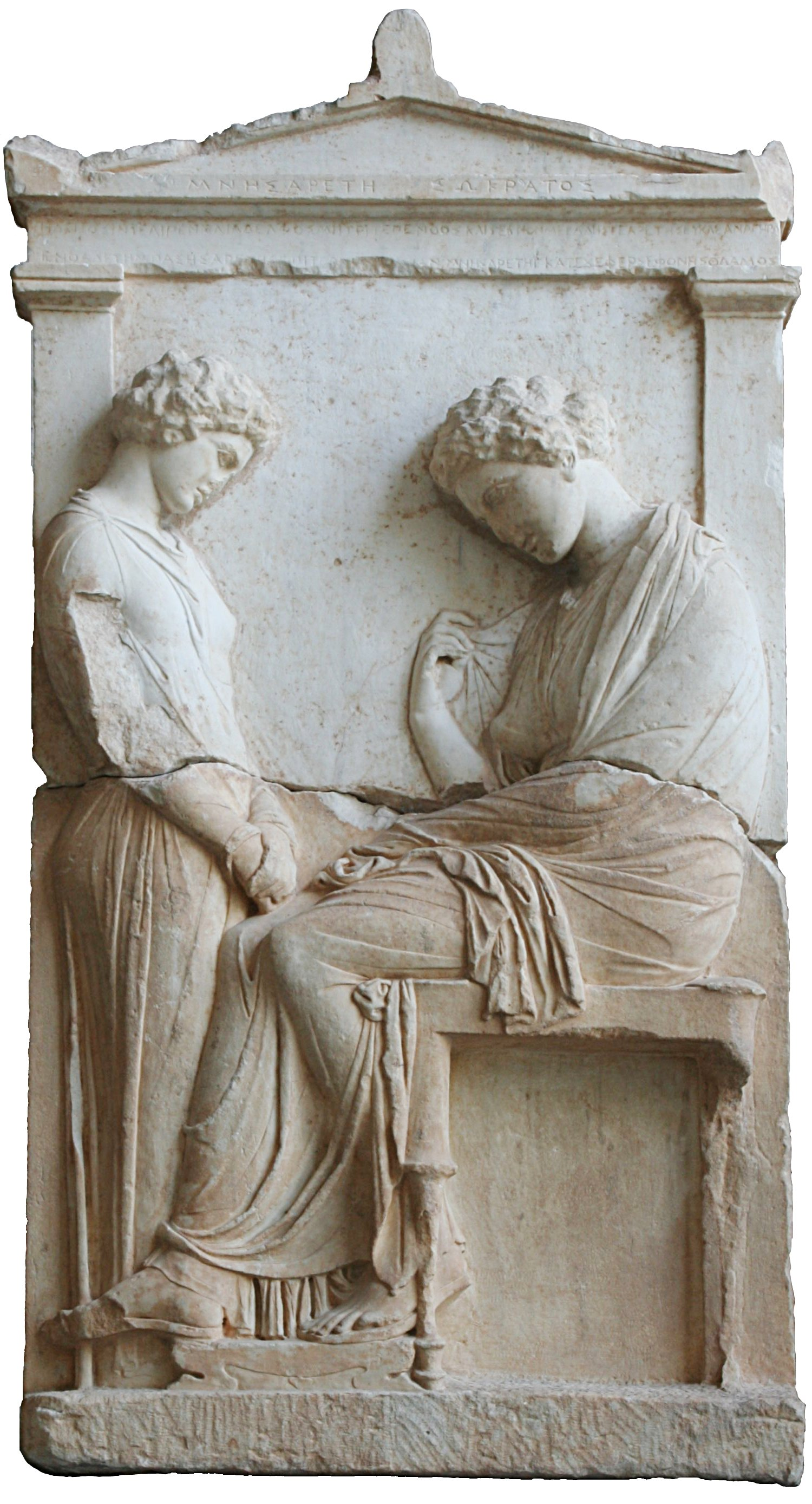
شاهد قبر منيساريتي؛ خادمة صغيرة (إلى اليسار) تقف أمام سيدتها الميتة. أتيكا، حوالي 380 ق.م. (متحف جليبتوتيك، ميونخ، ألمانيا)

لقد اعتبر معظم الكتاب القدامى أن العبودية لم تكن ظاهرة طبيعية فحسب، بل ضرورة كذلك إلى أن ظهرت بعض الجدالات التي كانت محجوبة وراء الجدران، ولاسيما الحوارات السقراطية عندما شن بعض الرواقيون أول هجوم يذكر على العبودية. ووفقاً للدراسات التأريخية الحديثة، لن تتناول تلك المقالة سوى العبيد بوصفهم حيازة شخصية، على عكس تلك المجموعات التابعة من العبيد مثل البينستاى ين والثيساليين والهالوتيون المتقشفون الذين كانوا أكثر شبهًا بالعبيد في العصور الوسطى والتي كانت مهمتهم تقتصر على حمايه العقارات. والعبد ذي الحيازة الشخصية هو ذلك الشخص (امرأة أو رجل) الذي سلبت حريته وأجبر على الخضوع لمالكة الذي ربما يشتريه أو يبيعه أو ربما يؤجره مثل أي عبد آخر. وفي الواقع ستطرح دراسة الرق في بلاد الإغريق عددا من المشاكل المنهجيبة الكبيرة، فمع حصر التركيز على مدينة أثيا، سيبدو التوثيق غير متجانس ومفككا للغاية. فلم تكن هناك أدلة دقيقة عن هذا الموضوع، فجميع المرافعات القضائية التي ظهرت في القرن الرابع قبل الميلاد بخصوص الرق لم تكن سوى هدفًاً من أجل الربح، كما قدمت الأعمال الدرامية مثل الكوميديا والتراجيديا العديد من الصور النمطية للعبيد، إلى جانب فن الأيقنة الذي لم يقدم أي تمييز جوهري بين العبيد والحرفيين.

## المصطلح

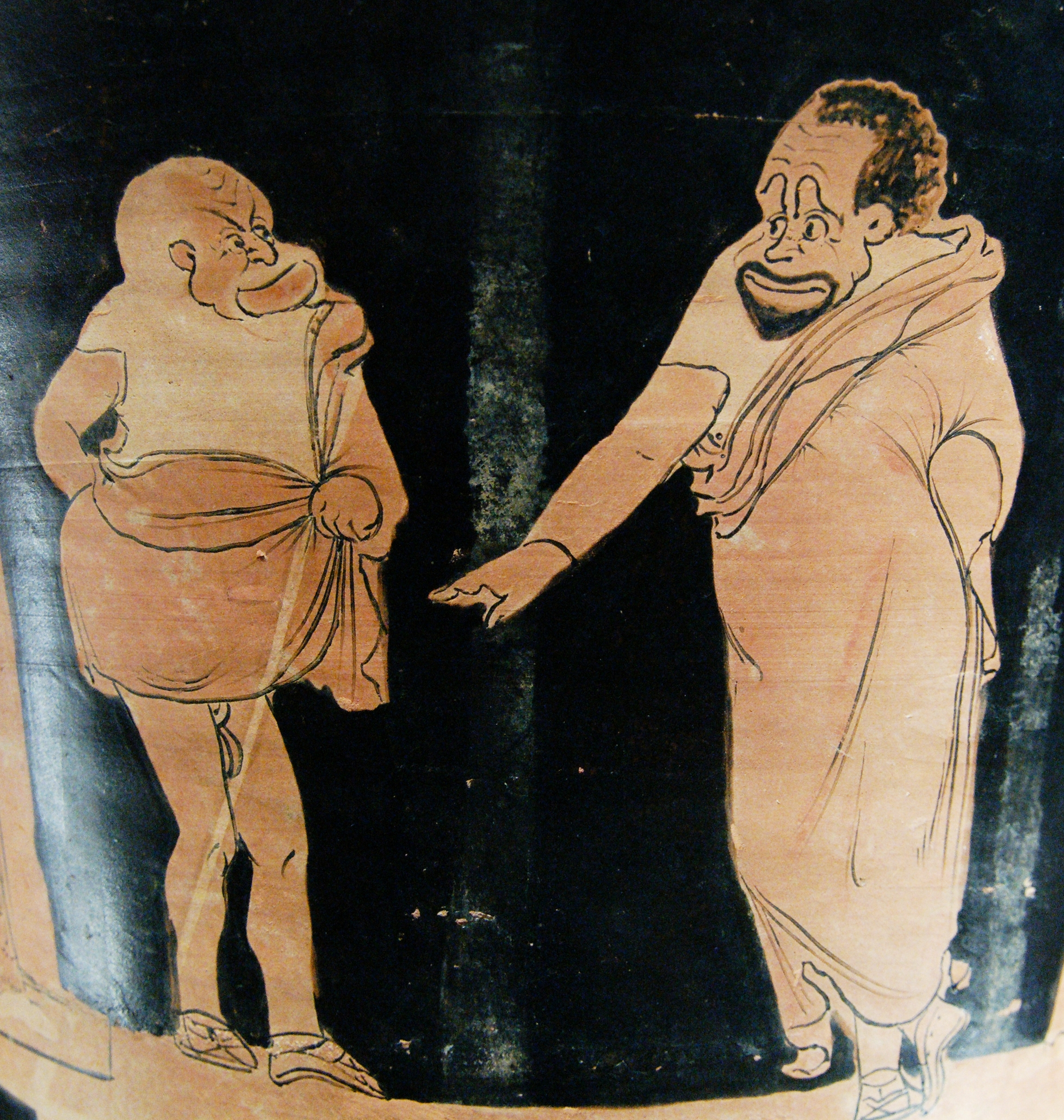
سيد (إلى اليمين) وعبد (إلى اليسار) في رسم أحمر على كأس صقلي، 350 ق.م. متحف اللوفر في باريس

أشار اليونانيون القدماءإلى العبيد بأكثر من كلمة، ومن ثم ينبغي وضع كل منها في سياقها منعا لأي لبس.
أشار كل من هوميروس وهيسيود وثيوجنيس ميغارا إلى العبيد بكلمة δμώς / dmôs. ولهذا المصطلح معنى عام، ولكنه يستخدم على الأخص للإشارة إلى سجناء الحرب الذين أخذوا غنيمة، أو بعبارة أخرى، صاروا من المملوكين.
وفي الفترة الكلاسيكية، استخدم اليونانيون بكثرة مصطلح ἀνδράποδον /andrápodon ، والذي يعني حرفيًا:«من له قدما رجل»، وذلك في مقابل τετράποδον /tetrapodon، «ذوات الأربع» أو الثروة الحيوانية.
والكلمة الأكثر شيوعا هي δοῦλος / doûlos، وقد ظهرت صيغة مبكرة منها في نقوش ميسينية على شكل do-e-ro، وذلك في مقابل (ἐλεύθερος / eleútheros) أي «رجل حر».
ويمكن أن يستخدم الفعل δουλεὐω ، وهو لا يزال موجودا في اليونانية الحديثة بمعنى: يعمل، مجازيًا للتعبير عن صور أخرى من السيادة، مثل سيادة مدينة على أخرى، أو سيادة الوالد على طفله.
وأخيرا، استخدم مصطلح οἰκέτης / oikétês بمعنى «الذي يعيش في منزل»، للإشارة إلى خدم المنازل.
وقد استُخدمت مصطلحات أخرى أعم لا تفهم إلا في سياقها مثل:
- θεράπων / therápôn- وكانت تعني «مرافق» في زمن هوميروس. (فقيل عن باتروكلاس أنه therapôn أخيل، وعن مريونس أنه therapôn ايدومينيوس)؛ كما استخدمت في العصر الكلاسيكي بمعنى:«خادم».
- ἀκόλουθος / akólouthos- وهي تعني حرفيًا «التابع» أو «الذي يصاحب». واستخدمت صيغة التصغير منها ἀκολουθίσκος للإشارة إلى صبيان الخدم.
- παῖς / pais- وتعني حرفيًا «الطفل»، وقد استُخدمت بمعنى «خادم المنزل الصبي»، كما استُخدمت بوصفها صيغة إهانة للإشارة إلى البالغين من الخدم.
- σῶμα / sôma- ومعناها الحرفي «الجسد»، وكانت تستخدم في سياق الحديث عن العتق أو التحرير

## نشأة العبودية
نشأت العبودية كانت نشأة العبودية في أول الأمر في الحضارة المسينية، حيث تؤكد اللوحات الموجودة في مدينة بيلوس على وجود 140عبد (باليونانية: do-e-ro)، ويمكننا التمييزبين فئتين: العبيد العوام وعبيد الآلة (te-o-jo do-e-ro/θεοιο) والإلة المشار إليه هنا هو الإلة بوسيدون والشائع أن عبيد الإلة كانوا ينادون بأسمائهم ويتملكون أراضيهم وموقفهم القانوني أقرب مايكون إلى الأحرار. وعلى الرغم من ذلك، فإن طبيعة وأصل علاقتهم بالإلة ليست واضحة حتى الآن. أما أسماء هؤلاء العبيد العوام، الذين ربما استعبدتهم القرصنة، تبين أن بعضهم قد أتى من كيثيريا، وخيوس، وليمنوس، وهاليكارناسوس. وتوضح اللوحات أيضاً أن الوحدة بين العبيد والأحرار كانت شائعة؛ فالعبيد كانوا يستطيعون أن يتملكوا أراضيهم وأن يصبحوا حرفيين مستقلين. ومن هذا المنطلق، يتضح أن التمييز لم يكن بين العبيد والأحرار، وإنما بين المقربون إلى القصر وغير المقربون.
لم يعقب عصر هوميروس العصر السيمينى مباشرة، فقد فصلت بينهم الهياكل الاجتماعية التي تعكس عصورالظلام في بلادالإغريق؛ فالعبد لم يعد يطلق عليه do-e-ro (doulos) وإنما  dmôs، ففي إلياذة هوميروس، كان غالبية العبيد من النساء الذين تم أسرهم باعتبارهم غنيمة حرب، على عكس هؤلاء الرجال الذين كانوا يدفعون الفدية  أو يقتلون في المعركة كما أنه في الأوديسية لهوميروس تبين أن العبيد معظمهم كان من النساء  الخدم وأحيانا من الجواري، إلى جانب بعض العبيد الذكور، أشهرهم «يومانيوس» راعي الخنازير. وماكان يميز العبد في ذلك الوقت هو كونه جزءًا لا يتجزأ من أهل البيت، (باليونانية: Oikos) فكان ليرتس يأكل ويشرب مع الخدم وفي الشتاء كان ينام في صحبتهم.
لم تكن كلمة «عبد» مصطلحًا تحقيرياً؛ فقد ذكرت ليومانيوس راعى الخنازير ألقابٌ عديدة في كتابات هوميروس مثله مثل الأبطال الإغريق. وعلى الرغم من كل هذا، ظلت العبودية عاراً، بل أن يومايوس نفسه أعلن أن زيوس -بالصوت المنقول بعيد – سلب نصف فضائل البشر عندما جاء الددور علية في يوم العبودية.وفي الحقيقة، من الصعب حساب متى ظهرت تجارة العبيد تحديداً في الفترات العتيقة من عصور الإغريق، فقصيدة «العمل والأيام» (القرن الثامن ق.م)، توضح أن هيزيود كان يمتلك العديد من العبيد اللذين لم يتم التعرف على وضعهم. فقد تم التأكد من وجود العبيد عن طريق الشعراء الغنائين من أمثال أرخيلاوس والشاعر الميغاري ثيوجنس. كما أشارت النقوش الموجودة على الجدران (620 ق.م) –التي ناقشت قانون القتل في دراكو- إلى وجود العبيد. كما ذكر المؤرخ بلوتارخ أن الشاعر سولون (539-549 ق م) منع العبيد من ممارسة الرياضة والشذوذ الجنسي. ومع نهاية تلك الفترة، أصبحت المراجع التي تناولت موضوع بالعبيد أكثر شيوعاً، فقد انتشرت العبودية عندما أرسى سولون أساس الديموقراطية في أثينا، وبالمثل لاحظ الباحث الكلاسيكي موسى فينلي أن مدينة شيوس، التي قال عنها المؤرخ شيوبومبوس أنها «أولى المدن التي ظهرت بها تجارة العبيد»، تمتعت أيضا بالديموقراطية في عهد مبكر (القرن السادس قبل الميلاد)، وقد أنهى كلامه بقولة «إن أحد مظاهر التاريخ الإغريقي هو- باختصار- المزج بين الحرية والعبودية».

## الدور الاقتصادي

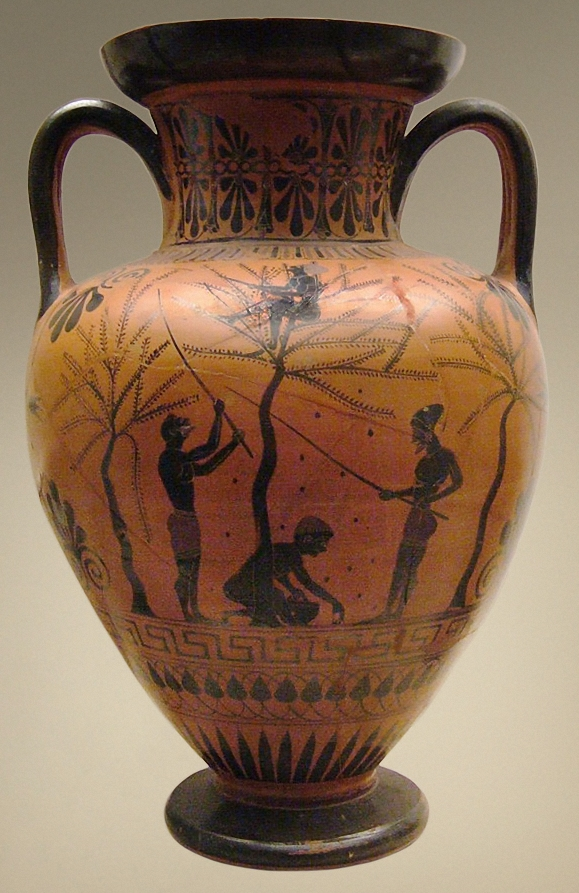
الزراعة بوصفها استخدامًا شائعًا للرقيق، رسم أسود على جرة للفنان أنتيمنس، المتحف البريطاني

كانت جميع الأنشطة متاحة للرقيق باستثناء السياسية منها. فقد كانت السياسة عند اليونانيين النشاط الوحيد الذي يتطلب أن يكون المرء «مواطنًا»، أما الأنشطة الأخرى فقد كانت متاحة بقدر الإمكان لغير المواطنين. حيث كان المركز هو المهم وليس النشاط ذاته.
كانت الزراعة، قاعدة الاقتصاد اليوناني، هي مجال الاستخدام الرئيسي للرقيق. وربما امتلك بعض صغار ملاك الأراضي عبدًا واحدًا أوحتى عبدين. ويدل ادب التعليمات الوفير الموجّه لملاك الأراضي (مثل كتاب «الاقتصاد» لزنوفون، أو ذلك المنسوب خطأ إلى أرسطو) على وجود عشرات العبيد في المزارع الأوسع حجمًا؛ فكانوا إما عمالًا أو رؤساء عمال. وقد اختُلف حول المدى الذي وصل إليه استخدام الرقيق بوصفهم قوة عاملة في الزراعة. ومن المؤكد أن الرق الريفي كان شائعًا جدًا في أثينا، وأن اليونان القديمة لم تكن تعرف التعداد الضخم للعبيد الذي عرفه الإقطاع الروماني.
انتشر عمل العبيد في المناجم والمحاجر، حيث عمل فيها أعداد كبيرة من العبيد، من الذين استأجرهم المواطنين الاثرياء في الغالب. استأجر الستراتيجوس نيشياس ألفًا من العبيد للعمل في مناجم الفضة بلوريوم في أتيكا، واستأجر هيبونيكاس 600 عبدًا، وفيلونيديس 300 عبدًا.وقد أشار زنوفون إلى أنهم كانوا يتلقون أوبلة واحدة مقابل كل عبد في اليوم، مما يصل إلى 60 درخامة في السنة. لقد كان ذلك أحد أعلى الاستثمارات ربحًا بالنسبة للأثينيين. وقد قُدّر عدد العبيد العاملين في مناجم لاريوم أو في مصانع تجهيز الخام بحوالي 30 ألفًا. وقد اقترح زنوفون أن تشتري المدينة عددًا أكبر من العبيد، بما يصل إلى ثلاثة عبيد لكل مواطن، وذلك لضمان إعالة جميع المواطنين.
استُخدم العبيد كذلك للقيام بمهنة الحرفيين والتجار. وكما كان الحال في الزراعة، فقد عُني الرقيق بالقيام بالوظائف التي تفوق قدرات الأسرة. واستُخدم العدد الأكبر من العبيد في ورش العمل؛ فعمل 120 من الرقيق في مصنع الدروع الخاص بليسياس، وامتلك والد ديموسثينيس 32 صانع سكاكين و20 صانع أسِرّة.
عمل العبيد في المنازل كذلك. وكان الدور الرئيسي للعبد في المنزل هو النيابة عن سيده في تجارته، ومصاحبته في الرحلات. أما في وقت الحرب، فكان العبد يتحول إلى جندي مراسلة لجنود المشاة. أما الإناث من الرقيق، فكانت وظيفتهن القيام بالأعمال المنزلية، وبالأخص الخَبز وصناعة المنسوجات[ ؟ ]. ولم يخلُ من العبيد إلا منازل أفقر المواطنين.

## الديموغرافية

### التعداد

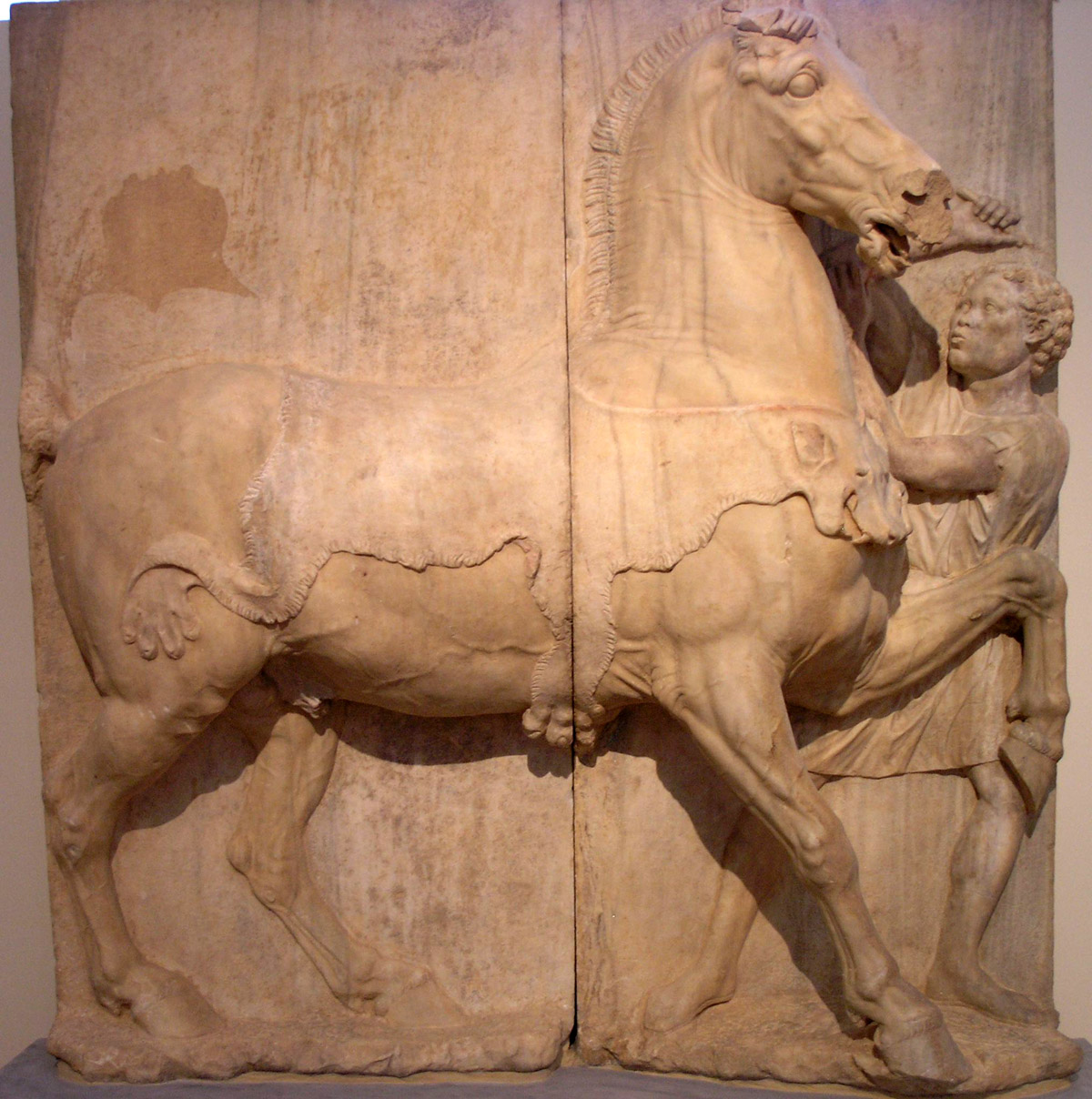
عبد إثيوبي يحاول ترويض حصان، التاريخ مجهول، متحف الآثار الوطني في أثينا

من الصعب تقدير تعداد العبيد في بلاد الإغريق نظراً لعدم وجود تعداد دقيق، وأيضاً بسبب اختلاف التعريفات الخاصة بالعبيد في تلك الحقبة. والمؤكد هو أن مدينة أثينا كان بها أكبر عدد من العبيد: حوالى ثمانين ألفاً في القرن الخامس والسادس قبل الميلاد؛ بحيث يحتوى كل منزل على حوالى ثلاثة أو اربعه عبيد في كل بيت. وفي القرن الخامس ق. م لاحظ المؤرخ ثيوسيديدز فرار 20,890 من العبيد خلال حرب ديسيليا وكان معظمهم من التجار. وكانت أقل الإحصائات عشرون ألفا من العبيد في عهد الحاكم ديموستيني بحيث تمتلك كل أسرة عبداً واحداً، ومابين عامي (317-307) أمر الطاغية دميتريوس فاليروس بإجراء تعداد لمدينة أتيكا وكانت التقديرات كالأتى: واحد وعشرون ألفا مواطن، عشرة ألاف أجنبي، وربعمائة ألفا من العبيد. وقد أشار الخطيب هايبيريدس في خطبتة المعروفة باسم «ضد اريستوجيتن» إلى ان المجهود الذي بذل في حشد مائة وخمسون ألفاً من العبيد الذكور في سن الخدمة العسكرية أدت إلى هزيمة الإغريق في معركة شارونيا (338 ق م) وذلك بسبب تطابق أعدادهم بأعداد عبيد الفنان Ctesicles.
وقد إتضح في الأعمال الأدبية أن كل مواطن حر في أثينا كان يمتلك عبداً واحداً، فقد صور اريستوفانوس في مسرحيتة «بلوتوس» الفلاحين الفقراء الذين كانوا يمتلكون أكثر من عبد، كما ذكر أرسطو في تعريف «البيت» بأنة ذلك الكيان المكون من الأحرار والعبيد. وكانت إحدى سمات الفقر هو عدم امتلاك المواطن لعبداً واحداً. ففى إحدى خطب ليسياس المعروفة باسم (إلى غير الصالحين) ظهر رجلُ معوقُ متوسلاً بأن يعطية معاشاً قائلاً «دخلي صغير جدا وأنا الآن مطلوب أن أفعل تلك الأشياء بنفسي وليس لدي حتى وسيلة لشراء عبداً يقوم بعمل تلك الأشياء إلي».
وعلى الرغم من هذا فإن التعداد الضخم للعبيد الرومان[ ؟ ] لم يكن معروفاً في بلاد الإغريق، فعندما ذكر اثينياس حال مناسون، صديق أرسطو الذي كان يمتلك الاف من العبيد، كانت تلك حالة استثنائية. فقد وصف افلاطون، الذي كان يمتلك خمسة عبيد حتى وفاتة، الفئة الثرية بأنهم كانوا يمتلكون خمسون عبداً. وبينت الإحصاءات النسبية التي اجراها ثيوسيديدز أن أكثر تعداد للعبيد كان في جزيرة شيوس.

#### النمو الطبيعي

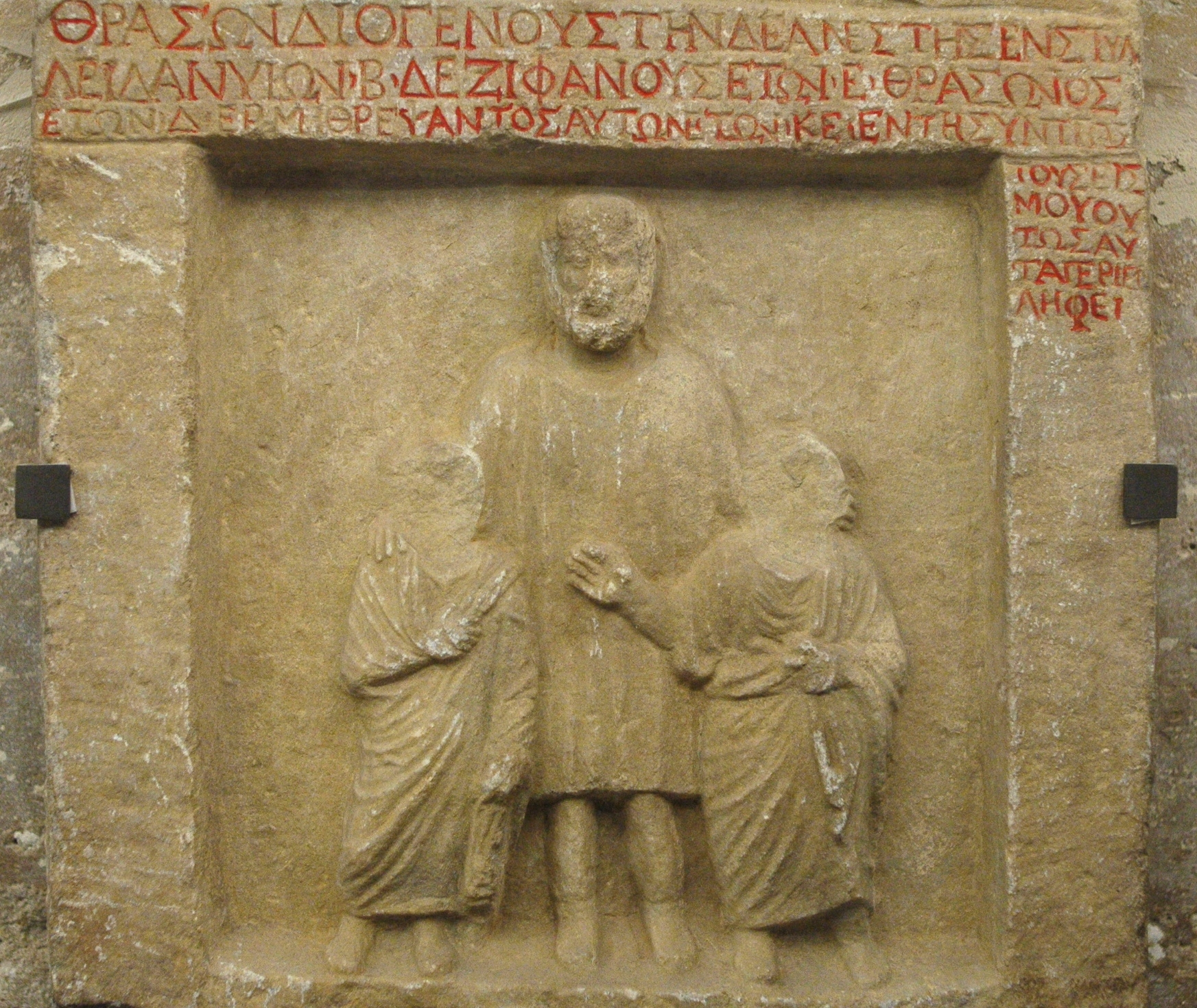
شاهد قبر يمثل طفلين مع مربيهم، ماتوا في زلزال، نيقوميديا، القرن الأول قبل الميلاد، متحف اللوفر

### رقيق جورتين

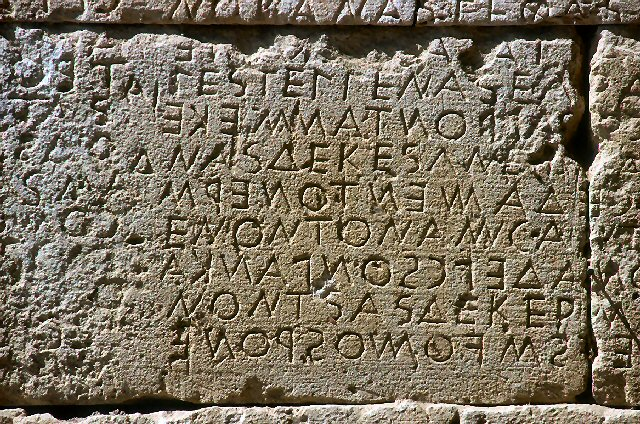
جزء من قانون جورتين، في جورتين بجزيرة كريت